# كارولين إبراهام
كارولين إبراهام (بالإنجليزية: Carolyn Abraham)‏ هي صحفية بريطانية، ولدت في 1968 في لندن في المملكة المتحدة.

## وصلات خارجية
- الموقع الرسمي
- كارولين إبراهام على موقع IMDb (الإنجليزية)
- كارولين إبراهام على موقع قاعدة بيانات الفيلم (الإنجليزية)